# Lanches-Saint-Hilaire

Lanches-Saint-Hilaire este o comună în departamentul Somme, Franța. În 1 ianuarie 2022 avea o populație de 131 de locuitori.